# ラファイ空港
ラファイ空港（ラファイくうこう、英語: Rafaï Airport）とは、中央アフリカ共和国・ムボム州の町、ラファイ近郊にある空港。滑走路は赤土の未舗装である。